# 麥克斯菲爾德鎮區 (愛荷華州布雷默縣)
麥克斯菲爾德鎮區（英語：Maxfield Township）是位於美國愛荷華州布雷默縣的一個行政鎮區。

## 地方資料
根據2010年美國人口普查的數據，麥克斯菲爾德鎮區的面積為94.30平方千米，當中陸地面積為94.30平方千米，而水域面積為0.00平方千米。當地共有人口1314人，而人口密度為每平方千米13.93人。